# Ben Shlomo Lipman-Heilprin
Ben Shlomo Lipman-Heilprin (en hebreo: ליפמן היילפרין‎) (Białystok, Imperio ruso, 1902 – Jerusalén, Israel, 26 de septiembre de 1968) fue un médico israelí y director del Departamento de Neurología del Hospital Hadassah en Jerusalén.

## Biografía
Ben Shlomo Lipman-Heilprin nació en Białystok, en la Polonia integrada al Imperio ruso en 1902. Estudió medicina en Alemania y emigró a Eretz Israel en 1934. En 1952, Heilprin compuso el Juramento Hipocrático Hebreo.

## Premios
Heilprin fue el primer ganador del Premio Israel de medicina, que le fue otorgado en 1953, el año inaugural del premio.